# Jan Kunc
Jan Kunc, pseudonym K. Jánoš (27. března 1883 Doubravice nad Svitavou – 11. září 1976 Brno) byl český hudební skladatel a pedagog. Je autorem světoznámé znělky Radia Vatikán "Kristus kraluje, Kristus vítězí" (Christus regnat, Christus vincit, Christus imperat). V roce 1935 vytvořil oficiální aranžmá české státní hymny.

## Životopis

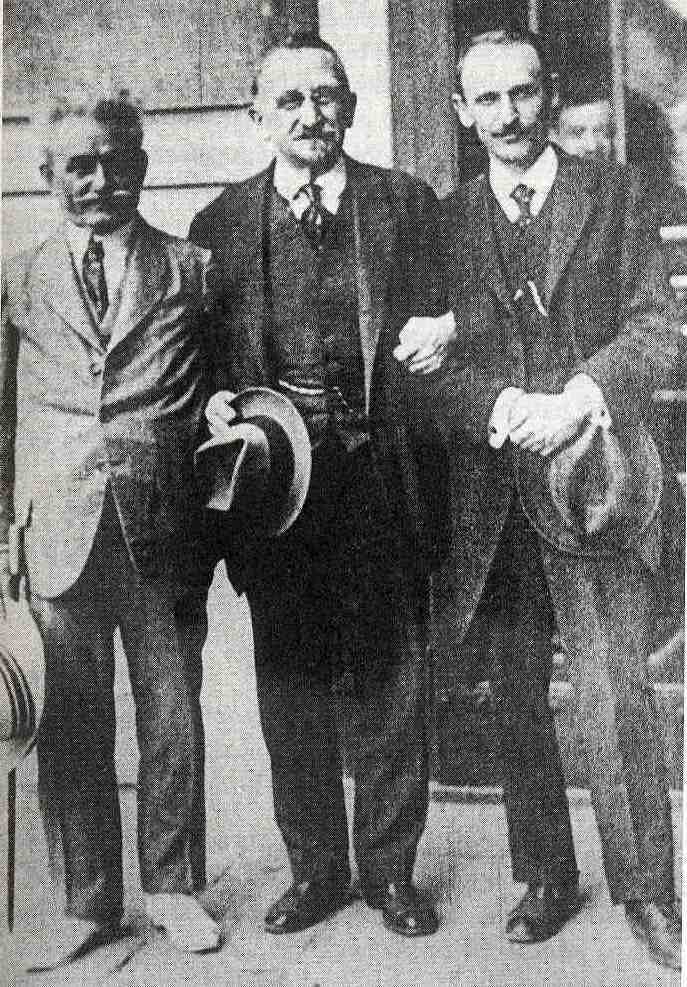
Leoš Janáček, Karel Kovařovic a Jan Kunc v létě 1917

V letech 1898 až 1902 navštěvoval v Brně učitelský ústav. Souběžně navštěvoval i varhanický ústav (1901-1903), kde jeho učitelem byl Leoš Janáček. Dále v letech 1905-1906 studoval na Pražské konzervatoři.
Zpočátku vyučoval na brněnských základních školách. Poté i na varhanické škole (1910–1913) a na hudební škole Besedy brněnské (1908–1911, 1915–1917). V letech 1923–1945 se stal ředitelem Státní konservatoře v Brně. Za německé okupace byl předsedou Klubu moravských skladatelů a za svou statečnost si získal velký respekt. V letech 1947–1948 byl děkanem Hudební fakulty Janáčkovy akademie múzických umění v Brně. Od roku 1948 do roku 1954 působil jako profesor na Pedagogické fakultě Masarykovy univerzity.
Publikoval řadu muzikovědných, pedagogických a kritických článků v odborném i denním tisku. Působil i jako klavírní doprovazeč. Byl čestným členem Klubu moravských skladatelů. Za celoživotní dílo byl v roce 1958 vyznamenán Cenou osvobození města Brna.

## Dílo
Opera
- Paní z námoří (podle Henrika Ibsena v překladu Jaroslava Kvapila, nedokončeno)

Orchestrální skladby
- Píseň mládí op. 12 (symfonická báseň, 1916)
- Moravský tanec op. 29 (1935)
- Život dělníkův (symfonická báseň, nedokončeno)

Scénická hudba
- Růžena Jesenská: Attila (1919)
- Karel Mašek: Kašpárkova maminka
- Rudolf Krupička: Vršovci

Komorní skladby
- Klavírní trio f-moll op. 3 (1905)
- Smyčcový kvartet G-dur op. 9 (1909)
- Sonáta pro housle a klavír op. 22 (1931)
- Zastaveníčko pro housle a klavír (1952)
- Skladba pro flétnu a klavír (1928)

Klavírní skladby
- Sonáta c-moll op. 1 (1903)
- Čtyři klavírní skladby op. 13 (1927)
- Drobnosti op. 19 (1927)
- Pět klavírních skladeb (1926)
- Z prázdnin op. 21 (1926)
- Kronika op. 23 (1926)
- České tance (1947)
- Líšeňské lidové tance (1950)
- Miniatury (1956)

Kromě mnoha písní a sborů byl autorem znělky Rádia Vatikán a oficiální harmonisace Československé státní hymny zveřejněné ve Věstníku ministerstva školství a národní osvěty v roce 1935.